# کویچی یوکوزکی
کویچی یوکوزکی (انگلیسی: Koichi Yokozeki؛ زادهٔ ۱۱ سپتامبر ۱۹۷۹) بازیکن فوتبال اهل ژاپن است.